# Ancylandrena koebelei
Ancylandrena koebelei là một loài Hymenoptera trong họ Andrenidae. Loài này được Timberlake miêu tả khoa học năm 1951.